# Чемпіонат світу з кросу 1978
Чемпіонат світу з кросу 1978 був проведений 25 березня у британському Глазго. Траса змагань була прокладена в Беллах'юстонському парку.
Місце кожної країни у командному заліку серед дорослих чоловічих команд визначалося сумою місць, які посіли перші шестеро спортсменів цієї країни. При визначенні місць дорослих жіночих та юніорських чоловічих команд брались до уваги перші чотири результати відповідно.

## Чоловіки
| Першість | Золото | Золото                                    | Срібло | Срібло                            | Бронза | Бронза                             |
| -------- | --- | ----------------------------------------- | --- | --------------------------------- | --- | ---------------------------------- |
| Особиста | Джон Трісі Ірландія | 39.25                                     | Олександр Антипов СРСР                                                                                        | 39.28                             | Карел Лісмонт Бельгія                                                                                                 | 39.32                              |
| Командна | ФранціяП'єр Левісс Люсьєн Ро Радуан Бусте Александр Гонсалес Т'єррі Ватріс Жан-Поль Гомес Жан-Люк Поган Жан-Люк Лемір Домінік Ку | 151 очко10 13 18 32 35 43 (63) (64) (105) | СШАГай Арбогаст Крейг Верджін Грег Маєр Джефф Веллс Білл Роджерс Майк Рош Марк Гантер Чарлі Віджіл Бобб Томас | 1565 6 20 29 44 52 (72) (73) (99) | АнгліяЕнтоні Сіммонс Джон Вайлд Ніл Коупленд Майк Мак-Леод Кен Ньютон Стів Кеньйон Грем Так Елвін Дьюгерст Берні Форд | 1594 15 28 30 40 42 (48) (56) (62) |

| Першість | Золото                                                                              | Золото                      | Срібло                                                                      | Срібло                | Бронза | Бронза                |
| -------- | ----------------------------------------------------------------------------------- | --------------------------- | --------------------------------------------------------------------------- | --------------------- | --- | --------------------- |
| Особиста | Мік Мортон Англія                                                                   | 22.57                       | Роб Ерл Канада                                                              | 23.10                 | Франсіско Аларіо Іспанія                                                                                  | 23.11                 |
| Командна | АнгліяМік Мортон Едді Вайт Девід Бівер Пітер Еллетсон Саймон Кетчпоул Едріан Стюарт | 53 очки1 13 15 24 (44) (59) | КанадаРоб Ерл Кевін Діллон Роб Лонерган Джім Гроувс Рей Полінс Тоні Гетерлі | 532 8 14 29 (32) (50) | ІспаніяФрансіско Аларіо Константіно Еспарсія Луїс Гонсалес Валентин Родрігес Хав'єр Кортес Клементе Кірсе | 543 4 16 31 (53) (57) |

## Жінки
| Першість | Золото                                                                              | Золото               | Срібло                                                                   | Срібло                | Бронза                                                                       | Бронза                 |
| -------- | ----------------------------------------------------------------------------------- | -------------------- | ------------------------------------------------------------------------ | --------------------- | ---------------------------------------------------------------------------- | ---------------------- |
| Особиста | Грете Вайтц Норвегія                                                                | 16.19                | Наталія Мерешеску Румунія                                                | 16.49                 | Марічіка Пуйке Румунія                                                       | 16.59                  |
| Командна | РумуніяНаталія Мерешеску Марічіка Пуйке Георгета Газібара Антоанета Якоб Фіце Ловін | 30 очок2 3 8 17 (26) | СШАДжулі Ші Джен Меррілл Кеті Міллс Бренда Вебб Сінді Бремсер Джуді Грем | 374 7 11 15 (23) (85) | АнгліяДжойс Сміт Крістін Беннінг Пенні Форс Мері Стюарт Кет Біннс Венді Слай | 559 12 16 18 (28) (43) |

## Медальний залік
| Місце                | Країна               | Золото | Срібло | Бронза | Загалом |
| -------------------- | -------------------- | ------ | ------ | ------ | ------- |
| 1                    | Англія               | 2      | 0      | 2      | 4       |
| 2                    | Румунія              | 1      | 1      | 1      | 3       |
| 3                    | Ірландія             | 1      | 0      | 0      | 1       |
| 3                    | Норвегія             | 1      | 0      | 0      | 1       |
| 3                    | Франція              | 1      | 0      | 0      | 1       |
| 6                    | Канада               | 0      | 2      | 0      | 2       |
| 6                    | США                  | 0      | 2      | 0      | 2       |
| 8                    | СРСР                 | 0      | 1      | 0      | 1       |
| 9                    | Іспанія              | 0      | 0      | 2      | 2       |
| 10                   | Бельгія              | 0      | 0      | 1      | 1       |
| Загалом (10 збірних) | Загалом (10 збірних) | 6      | 6      | 6      | 18      |

## Українці на чемпіонаті
На чемпіонаті у складі збірної СРСР взяли участь троє українських кросменів:
- Одесит Сергій Олізаренко був 69-м на фініші дорослого забігу, а в командному заліку за підсумками дорослого забігу в складі збірної СРСР посів 4 місце.
- Чернівчанин Олександр Пасарюк був 6-м, а Микола Яворський з Харкова — 43-м на фініші юніорського забігу. У командному заліку за підсумками юніорського забігу в складі збірної СРСР спортсмени посіли також 4 місце.